# Carl Gottlieb Barth

Carl Gottlieb Barth (1819–1898)

Carl Gottlieb Barth (* 9. November 1819 in Radebeul; † 19. Juni 1898 ebenda; auch Karl Gottlob Barth, Carl Barth oder Carl/Karl Gottl. Barth) war ein deutscher Politiker, Landtagsabgeordneter, Gemeindevorstand, Ortsrichter und Gutsbesitzer.

## Leben und Wirken
Barth stammte aus einer alteingesessenen Bauerngutsbesitzerfamilie, die vor den Änderungen durch die Sächsische Landgemeindeordnung von 1838 zur Altgemeinde von Alt-Radebeul gehörte. Ihr Familiensitz war das Bauerngut Am Kreis 1, zu straßenadresslosen Zeiten auch Bauerngut No. 16 von Radebeul nach der Brandkatasternummer. Von 1825 bis 1832 besuchte er die Dorfschule in Kaditz und bewirtschaftete anschließend gemeinsam mit seinen Geschwistern das von den Eltern hinterlassene väterliche Gut. Später übernahm er dieses in seinen alleinigen Besitz. Barth gehörte damit zu den sogenannten Zwölf Aposteln.
Barth war zwischen 1857 und 1874 Gemeindevorstand und Ortsrichter im sächsischen Radebeul. Ab 1876 bis 1885 war er erster Standesbeamter im neueingerichteten Standesamt der Landgemeinde, gleichzeitig ab 1877 erster Direktor des neueingerichteten Sparkassenvereins.
Barth war von 1869 bis 1879 als Abgeordneter des Ländlichen Wahlbezirks 10 (Dresden I) konservatives Mitglied der Zweiten Kammer des Sächsischen Landtags, der Ständeversammlung im Königreich Sachsen.
Der nach den Personenstandsunterlagen in Radebeul wie auch in den Traueranzeigen anlässlich seines Todes als Carl Gottlieb geführte Barth wurde in den Sächsischen Staatshandbüchern unter Karl Gottlob Barth als Landtagsmitglied geführt.